# Cypress Hill III: Temples of Boom
Cypress Hill III: Temples of Boom è il terzo album in studio del gruppo musicale statunitense Cypress Hill.

## Tracce
1. Spark Another Owl (Muggs, Freese) - 3:40
2. Throw Your Set in the Air (Muggs, Freese) - 4:08
3. Stoned Raiders (Muggs, Freese, Reyes) - 2:54
4. Illusions (Muggs, Freese) - 4:28
5. Killa Hill Niggas (Diggs, Freese, Reyes) - 4:03
6. Boom Biddy Bye Bye (Muggs, Freese, Reyes) - 4:04
7. No Rest for the Wicked (Muggs, Freese) - 5:01
8. Make a Move (Freese, Muggs) - 4:33
9. Killafornia (Muggs, Freese) - 2:56
10. Funk Freakers (Muggs, Freese) - 3:16
11. Locotes (Muggs, Freese, Reyes) - 3:39
12. Red Light Visions ( Muggs, Freese) - 1:46
13. Strictly Hip Hop (Muggs, Freese) - 4:33
14. Let It Rain (Muggs, Freese) - 3:45
15. Everybody Must Get Stoned (Muggs, Freese) - 3:05

## Formazione
Gruppo
- Shag - Vocals (background)
- Bobo - Conga
- Red Dog - organo, basso

Produzione
- Muggs - Arranger, Producer, Mixing
- Jason Roberts - Engineer, Mixing
- RZA - Producer, Engineer, Mixing
- Ben Wallach - Assistant Engineer
- Lamont Hyde - Assistant Engineer
- Dante Ariola - design
- Jamie Caliri - Cover Photo
- Codikow - Representation
- Ricky Harris - Interlude
- Manny Lecouna - mastering
- Manuel Lecuona - mastering
- Joe Nicolo - Mixing
- Ross Donaldson - Mixing
- Jay Papke - design
- Ken Schles - Photography
- Chris McCann - Photography
- Happy Walters - Management